# یوکاری تامورا
یوکاری تامورا (انگلیسی: Yukari Tamura; ۲۷ فوریهٔ ۱۹۷۶ – ) خواننده، صداپیشه، و تهیه‌کننده تلویزیونی اهل ژاپن است. وی از سال ۱۹۹۷ میلادی تاکنون مشغول فعالیت بوده‌است.